# Akiko Noma
Pour les articles homonymes, voir Akko.
Akiko Noma (ノマアキコ), née Akiko Hamada (浜田 亜紀子) le 13 février 1980 à Kagoshima. Connue sous son nom de scène Akko, elle est parolière, bassiste et chanteuse du groupe de rock japonais GO!GO!7188, groupe qu'elle a cofondé en 1998 avec Yumi Nakashima. Elle a sorti deux albums solo sous son nom de jeune fille, Kirari en 2003 chez BM Label et Aru you denai you de, aru mono en 2005 chez EMI Japan. Elle s'est mariée en octobre 2006.